# ماتيا ناستاسيتش
ماتيا ناستاسيتش (بالصربية: Матија Настасић)‏ وهو لاعب كرة قدم صربي في مركز الدفاع ولد في يوم 28 مارس 1993 في مدينة فاليفو في جمهورية صربيا والجبل الأسود وهو يلعب حاليا مع شالكه، كما سبق له اللعب في نادي مانشستر سيتي ونادي فيورنتينا و مع نادي تيليوبتيك و مع نادي بارتيزان بلغراد في صربيا كما أنه لعب مع المنتخب الصربي، يبلغ طول اللاعب 187 سم.

## روابط خارجية
- ماتيا ناستاسيتش على موقع الاتحاد الأوربي (الإنجليزية)
- ماتيا ناستاسيتش على موقع قاعدة بيانات كرة القدم.إي يو (الإنجليزية)
- ماتيا ناستاسيتش على موقع ناشيونال فوتبول تيمز (الإنجليزية)
- ماتيا ناستاسيتش على موقع Soccerbase.com (لاعب) (الإنجليزية)
- ماتيا ناستاسيتش على موقع Soccerway.com (الإنجليزية)
- ماتيا ناستاسيتش على موقع عالم كرة القدم.نت (الإنجليزية)
- ماتيا ناستاسيتش على موقع AS.com (الإسبانية)